# Municipio de Al Shahaniya
Al Shahaniya (en árabe: الشحانية) es uno de los ocho municipios que forman el Estado de Catar. Su capital y ciudad más poblada es Al Shahaniya.

## Historia
En 2014, Al-Shahaniya se separó del municipio de Rayán para formar su propio municipio. Integrando aproximadamente el 35% del área de Rayán en el nuevo municipio, algunas de las localidades occidentales del mencionado municipio como Al Gharbiam, Al Utouriya, Al Jemailiya, Umm Bab, Rawdat Rashed, Al Nasraniya, Dukhan y Al Khurayb también fueron incluidas en el nuevo municipio.
En 2015, Mohammed Al-Sahooti fue nombrado como el primer alcalde del municipio. A partir de 2017, Mohammed Saif Al Hajri ocupa hasta la actualidad el cargo.